# Quercus laxa
Quercus laxa är en bokväxtart som beskrevs av Frederik Michael Liebmann. Quercus laxa ingår i släktet ekar, och familjen bokväxter. Inga underarter finns listade.